# Штаб-квартира CCTV
Штаб-квартира CCTV (кит.: 中央电视台总部大楼) — хмарочос в Пекіні, КНР, осідок Центрального Телеканалу Китаю CCTV. Будівництво розпочато 22 вересня 2004 та завершено в грудні 2008.

## Опис
Висота 231 метр, 51 поверх. Будинок спроєктований архітекторами Рем Колхас та Оле Шерен з компанії OMA.
Будівля має оригінальний дизайн та є кільцевою структурою з п'яти горизонтальних і вертикальних секцій, що утворюють неправильну решітку на фасаді будинку з порожнім центром. Через свою незвичну форму будівля отримала назву «штанці».

## Галерея

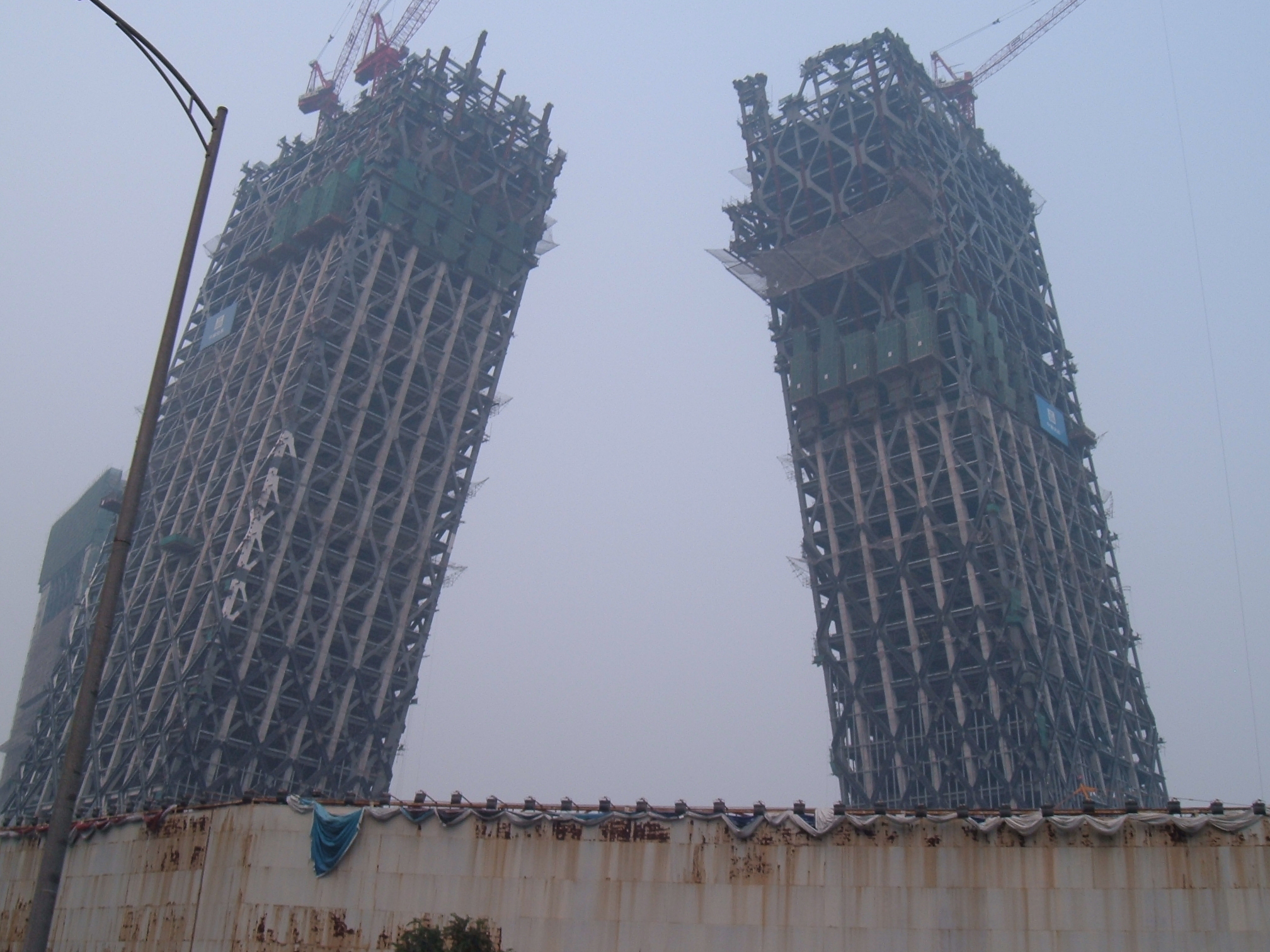
Серпень 2007
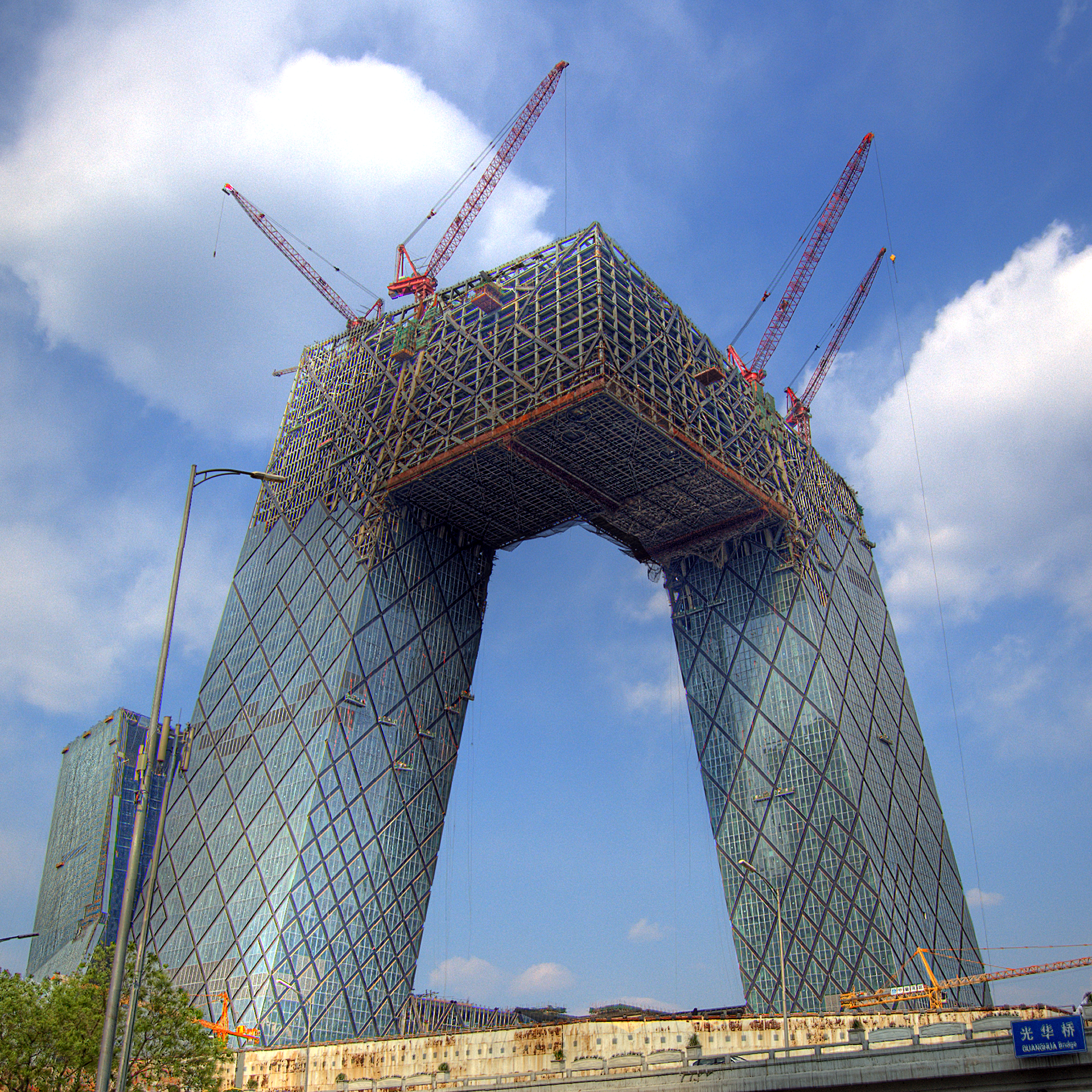
Квітень 2008
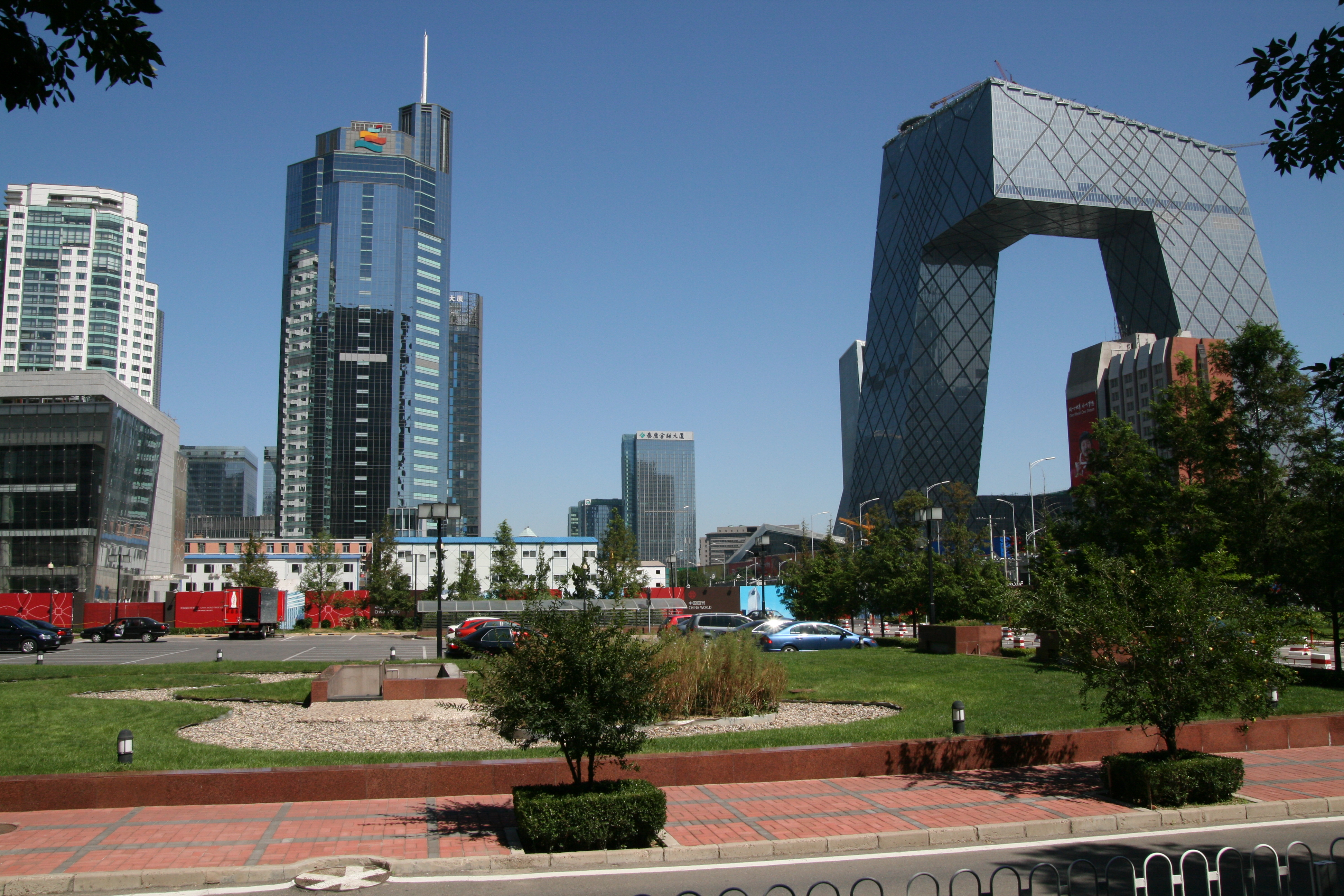
CCTV в Пекіні
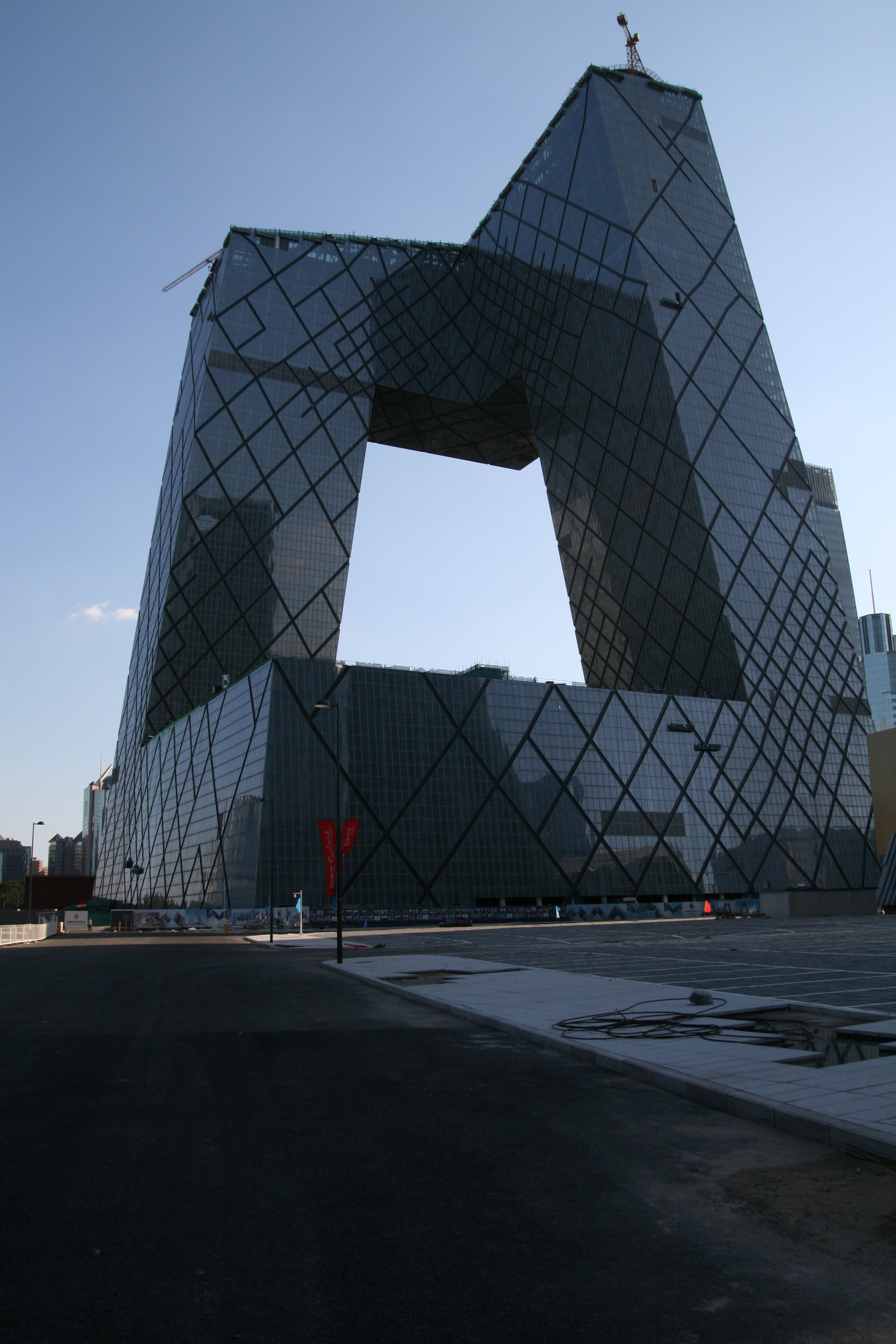
Вид на хмарочос